# Starcasino CX Team
Star Casino is een Belgische wielerploeg voor vrouwen, die met ingang van 2018 deel uitmaakt van het peloton, zowel op de weg als in het veld. Van 2018 tot en met maart 2020 waren de hoofdsponsoren uitzendkantoor Experza en voetverzorgingsproducent Footlogix. Vanaf 2019 heeft de ploeg geen UCI-licentie en richt zich met name op het veldrijden. Vanaf het veldritseizoen 2020-2021 gaat de ploeg verder met hoofdsponsor Star Casino.
In september 2017 maakte ploegmanager Christel Herremans bekend om een nieuwe (internationale) wielerploeg te starten, nadat de Vlaamse overheid bekendmaakte te stoppen met de sponsoring van de Vlaamse ploeg Topsport Vlaanderen-Etixx-Guill D'or die tussen 2003 en 2017 bestond.
In 2018 bestond de ploeg uit: de Belgische Jessy Druyts, Nathalie Bex en Lotte Rotman (die de overstap maken van Sport Vlaanderen-Guill D'or), de Poolse Agnieszka Skalniak (Astana Women's Team), de Française Axelle Dubau-Prévot (Bizkaia-Durango, zij is de stiefzus van Pauline Ferrand-Prévot) en de Nederlandse Thalita de Jong (Lares-Waowdeals). Later werden ook Lenny Druyts (zus van Jessy), de Deense Trine Holmsgaard, de Zweedse Sara Mustonen, de Italiaanse Susanna Zorzi en de Oostenrijkse Sarah Rijkes aan de ploeg toegevoegd.
In 2019 bestond het team uit Jessy Druyts, Manon Bakker, Trine Holmsgaard, Alicia Franck, Anna Kay en Helen Wyman, die in februari 2019 haar actieve carrière beëindigde, maar aan de ploeg verbonden bleef om haar ervaring aan jonge rensters door te geven.
Vanaf het seizoen 2019-2020 was de ploeg enkel nog actief in het veldrijden. In dat seizoen bestond de ploeg uit vier rensters: Anna Kay, Manon Bakker, Alicia Franck en Marion Norbert-Riberolle. Deze laatste werd wereldkampioene bij de beloften in het Zwitserse Dübendorf op 1 februari 2020. Bakker werd enkele dagen na het WK ontslagen, omdat zij tijdens die wedstrijd op andere wielen dan die van de ploegsponsor zou hebben gereden. Naast Bakker verliet ook Franck de ploeg.
Vanaf het veldritseizoen 2020-2021 rijdt de ploeg onder de naam Star Casino. Lindy van Anrooij werd aangetrokken als versterking voor de ploeg.

## Renners

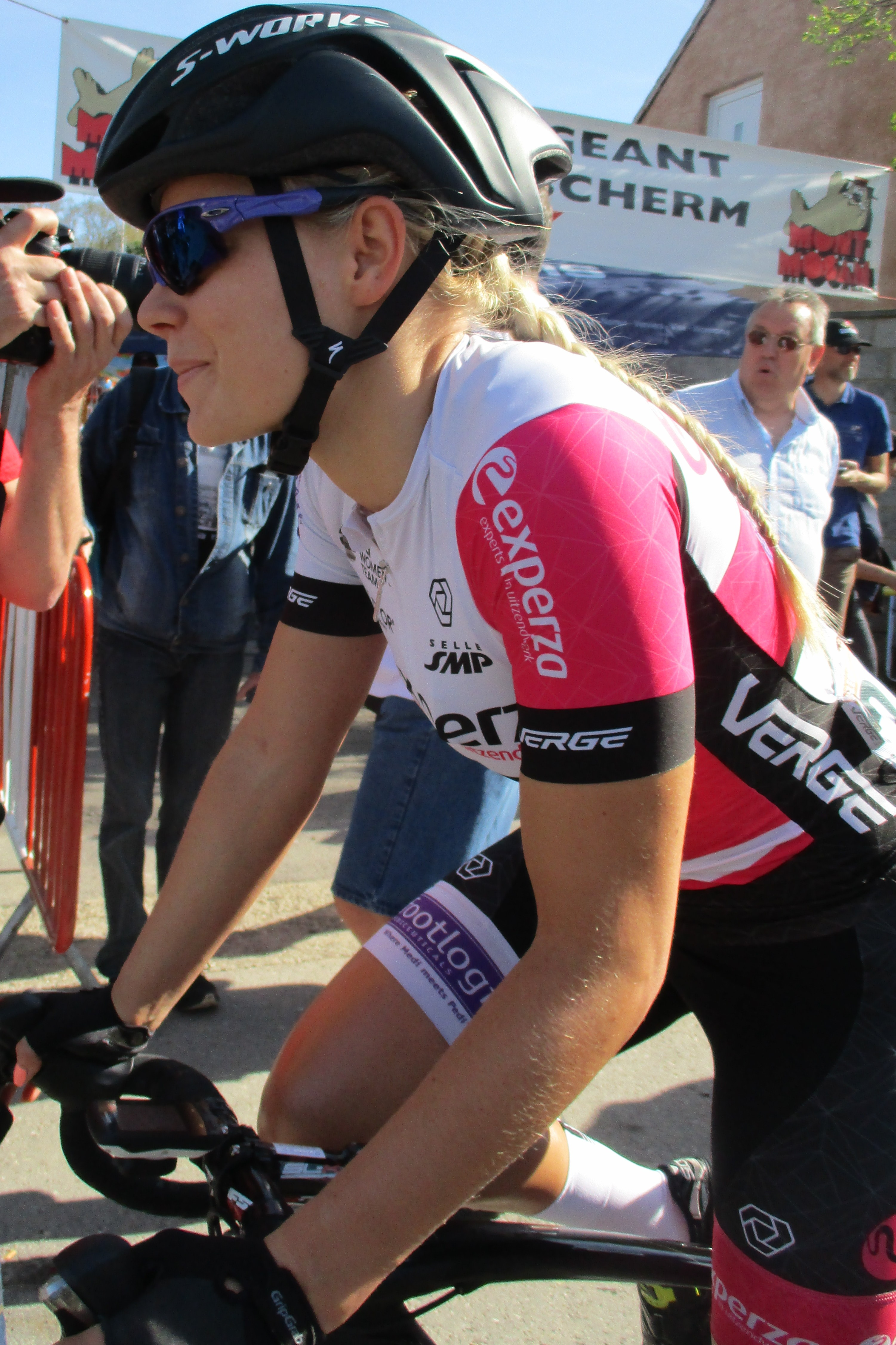
Jessy Druyts in de Waalse Pijl 2018.

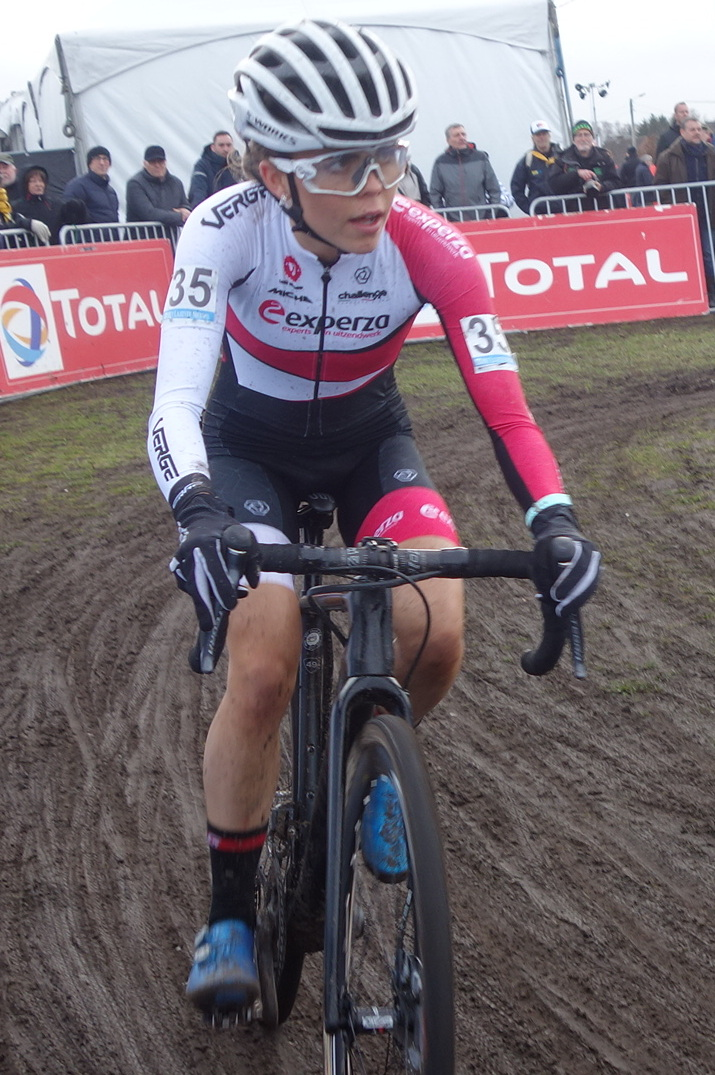
Anna Kay in Zonhoven 2019.

### 2018
| Naam                | Geboortedatum | Nationaliteit | Vorige ploeg                       |
| ------------------- | ------------- | ------------- | ---------------------------------- |
| Manon Bakker        | 15-07-1999    | Nederland     | Neo                                |
| Nathalie Bex        | 12-04-1998    | België        | Sport Vlaanderen-Guill D'or        |
| Jessy Druyts        | 22-01-1994    | België        | Sport Vlaanderen-Guill D'or        |
| Lenny Druyts        | 18-05-1997    | België        | Sport Vlaanderen-Guill D'or        |
| Axelle Dubau-Prévot | 31-07-1996    | Frankrijk     | Bizkaia-Durango                    |
| Séverine Eraud      | 24-02-1995    | Frankrijk     | FDJ Nouvelle-Aquitaine Futuroscope |
| Trine Holmsgaard    | 04-09-1997    | Denemarken    | Neo                                |
| Thalita de Jong     | 06-11-1993    | Nederland     | Lares-Waowdeals                    |
| Sara Mustonen       | 08-02-1981    | Zweden        | Team VéloConcept                   |
| Sarah Rijkes        | 02-04-1991    | Oostenrijk    | Lares-Waowdeals                    |
| Lotte Rotman        | 19-06-1999    | België        | Sport Vlaanderen-Guill D'or        |
| Agnieszka Skalniak  | 22-04-1997    | Polen         | Astana Women's Team                |
| Susanna Zorzi       | 13-03-1992    | Italië        | Lotto Soudal Ladies                |

### Bekende ex-rensters
- Lenny Druyts (2018)
- Thalita de Jong (2018)
- Sara Mustonen (2018)
- Sarah Rijkes (2018)
- Agnieszka Skalniak (2018)
- Helen Wyman (2019)
- Susanna Zorzi (2018)

## Belangrijke overwinningen
2018
- Flanders Ladies Classic - Sofie De Vuyst, Séverine Eraud

### Kampioenschappen
2018
- Oostenrijks kampioene op de weg, Sarah Rijkes